# Helen Flanagan
Helen Joyce Gabriel Flanagan (Bury, 7 agosto 1990) è un'attrice britannica.
È maggiormente conosciuta per aver interpretato il personaggio di Rosie Webster nella soap opera della ITV Coronation Street dal 2000 al 2012. Nel 2013 è stata votata come candidata per essere l'attrice britannica più attraente nel sondaggio di FHM delle 100 donne più sexy del mondo.

## Biografia
Helen Flanagan è nata a Bury, Grater Manchester, Inghilterra. Ha frequentato la Westholme School a Blackburn, Lancashire.

## Carriera
La prima apparizione di Helen come Rosie Webster in Coronation Street è stata nel gennaio del 2000. Nel 2006 è stata nominata per il premio di "Miglior Performance Drammatica di Giovani Attori o Attrici" ai British Soap Awards, perdendo a favore di Ellis Hollins da Hollyoaks. Nel 2007 sempre ai Biritsh Soap Awards è stata nominata per il premio "Cattiva dell'Anno", questa volta ha perso a favore di una sua co-star Jack P. Shepherd di Coronation Street. Nell'ottobre 2011 Flanagan annunciò la sua uscita da Coronation Street nel febbraio del 2012, per perseguire altri interessi.
Nel 2010, Flanagan è apparsa in uno spin-off di Coronation Street, il Coronation Street: A Knights Tale interpretando il suo solito personaggio Rosie Webster. Poi nel 2011 ha partecipato ad uno spin-off di Coronation Street tutto suo chiamato Just Rosie, che esplora il personaggio di Rosie Webster nel suo tentativo di costruirsi una carriera come modella a Londra.
Nel novembre 2012 Flanagan ha partecipato alla dodicesima serie di I'm a Celebrity...Get Me Out of Here! è stata la settima ad essere eliminata tra le dodici celebrità che avevano partecipato.
Nel settembre 2013 Flanagan è apparsa in Celebrity Super Spa, un programma televisivo, andato in onda su Channel 5, incentrato sul lavoro in una spa a Liverpool.
Nel gennaio 2014 Flanagan ha partecipato come protagonista a un episodio di Celebrity Wedding Planner insieme a Hugo Taylor su Channel 5. Nell'agosto 2014 Flanagan ha interpretato il personaggio di Kirsty Brompton, un'infermiera, in un episodio di Holby City.
Il 10 settembre 2013 Flanagan ha posato in topless per la rivista The Sun. Nel 2013 è apparsa nel video musicale per la canzone Gorgeous Baby dei The Neo-Kalashnikovs.